# Andoni Imaz
Andoni Imaz, né le 5 septembre 1971, est un footballeur international espagnol occupant le poste de milieu de terrain. Natif du Pays basque, il a effectué toute sa carrière de joueur dans les principaux clubs basques, la Real Sociedad puis l'Athletic Bilbao.

## Biographie

### Carrière de footballeur

#### En club
Né le 5 septembre 1971, Andoni Imaz Garmendia commence sa carrière dans la réserve du club de sa ville natale, le San Sebastián Club de Fútbol. Il fait partie de l'équipe première à partir de la saison 1991-1992 et évolue alors en première division. Il est capitaine de son équipe lors du match inaugural du stade d'Anoeta contre le Real Madrid.
À la fin de son contrat avec la Real Sociedad en 1998, Imaz quitte le club et rejoint son rival régional, l'Athletic Bilbao., avec lequel il dispute pour la seule fois de sa carrière la Ligue des champions. Sorti du deuxième tour préliminaire, il dispute ensuite cinq matchs en phase de poules où le club basque termine dernier et est éliminé. Blessé à un genou, cette blessure l'amène à arrêter sa carrière à l'âge de 30 ans.
Imaz dispute 256 matchs de championnat pour 8 buts avec les équipes de la Real Sociedad puis l'Athletic Bilbao pour un total de 297 rencontres et 9 buts en comptant l'ensemble des compétitions de clubs.

#### En sélection
Andoni Imaz est membre de la sélection espoirs qui obtient la troisième place du Championnat d'Europe 1994. La seule sélection en équipe nationale d'Andoni Imaz a lieu le 27 janvier 1993 contre le Mexique.
Il participe également à des rencontres de l'équipe du Pays basque.

### En dehors des terrains
Lors des élections municipales espagnoles de 2003, Imaz est élu à Tolosa sur la liste du Parti nationaliste basque et ne se représente pas au terme de son mandat de 4 ans.
De 2013 à 2019, Imaz occupe au sein de l'Athletic Bilbao la fonction administrative de délégué.

## Statistiques
Le tableau ci-dessous résume les statistiques en match officiel d'Andoni Imaz durant sa carrière de joueur professionnel,.
| Saison                | Club                  | Championnat           | Championnat | Championnat | Coupe(s) nationale(s) | Coupe(s) nationale(s) | Compétition(s) continentale(s) | Compétition(s) continentale(s) | Compétition(s) continentale(s) | Sélection | Sélection | Sélection | Total | Total |
| Saison                | Club                  | Division              | M.          | B.          | M.                    | B.                    | Comp.                          | M.                             | B.                             | Équipe    | M.        | B.        | M.    | B.    |
| 1990-1991             | San Sebastián CF      | Segunda División B    | 31+6        | 0           | -                     | -                     | -                              | -                              | -                              | -         | -         | -         | 37    | 0     |
| 1991-1992             | Real Sociedad         | Primera División      | 28          | 2           | 6                     | 0                     | -                              | -                              | -                              | -         | -         | -         | 34    | 2     |
| 1992-1993             | Real Sociedad         | Primera División      | 27          | 3           | 3                     | 0                     | C3                             | 2                              | 0                              | Espagne   | 1         | 0         | 33    | 3     |
| 1993-1994             | Real Sociedad         | Primera División      | 26          | 0           | 4                     | 0                     | -                              | -                              | -                              | -         | -         | -         | 30    | 0     |
| 1994-1995             | Real Sociedad         | Primera División      | 33          | 2           | 2                     | 0                     | -                              | -                              | -                              | -         | -         | -         | 35    | 2     |
| 1995-1996             | Real Sociedad         | Primera División      | 29          | 0           | 1                     | 0                     | -                              | -                              | -                              | -         | -         | -         | 30    | 0     |
| 1996-1997             | Real Sociedad         | Primera División      | 26          | 0           | 1                     | 0                     | -                              | -                              | -                              | -         | -         | -         | 27    | 0     |
| 1997-1998             | Real Sociedad         | Primera División      | 28          | 0           | 5                     | 0                     | -                              | -                              | -                              | -         | -         | -         | 33    | 0     |
| 1998-1999             | Athletic Bilbao       | Primera División      | 13          | 1           | 0                     | 0                     | C1                             | 7                              | 1                              | -         | -         | -         | 20    | 2     |
| 1999-2000             | Athletic Bilbao       | Primera División      | 13          | 0           | 3                     | 0                     | -                              | -                              | -                              | -         | -         | -         | 16    | 0     |
| 2000-2001             | Athletic Bilbao       | Primera División      | 2           | 0           | 1                     | 0                     | -                              | -                              | -                              | -         | -         | -         | 3     | 0     |
| 2001-2002             | Athletic Bilbao       | Primera División      | 0           | 0           | 0                     | 0                     | -                              | -                              | -                              | -         | -         | -         | 0     | 0     |
| Total sur la carrière | Total sur la carrière | Total sur la carrière | 262         | 8           | 26                    | 0                     | -                              | 9                              | 1                              | -         | 1         | 0         | 298   | 9     |